# Pseudocyphellaria lacerata
Pseudocyphellaria lacerata är en lavart som beskrevs av Degel. Pseudocyphellaria lacerata ingår i släktet Pseudocyphellaria och familjen Lobariaceae.   Inga underarter finns listade i Catalogue of Life.